# 91
Glej tudi: število 91
91 (XCI) je bilo navadno leto, ki se je po julijanskem koledarju začelo na soboto.

## Dogodki
- 1. januar
- Kitajci v Mongoliji porazijo Hune.